# Slobozhanske (Chujúyiv)
Slobozhanske (en ucraniano: Слобожанське) es un pueblo ucraniano perteneciente al óblast de Járkov. Situado en el este del país, es parte del raión de Chujúyiv y centro del municipio (hromada) homónimo.

## Toponimia
El nombre de la ciudad en otros idiomas de importancia local también es Slobozhánskoye (en ruso: Слобожанское). Durante la era soviética y hasta 2016, cuando se cambió su denominación de acuerdo con la ley de descomunización de Ucrania, se llamaba Komsomolske (en ucraniano: Комсомольське) por la organización juvenil Komsomol.

## Geografía
Slobozhanske se encuentra en la orilla derecha del río Donets, a 22 km de Zmíyiv. 

## Historia
El lugar fue fundado en 1956 con el nombre de Komsomolske y recibió el estatus de asentamiento de tipo urbano en 1960. El 31 de diciembre de 1960 se puso en funcionamiento en la central térmica de Zmíyiv la primera unidad de energía, con una capacidad de 200 MW.
En 2016, la Rada Suprema adoptó la decisión de cambiar el nombre de Komsomolske a Slobozhanske de acuerdo con la ley que prohíbe los nombres de origen comunista. El asentamiento presentó una demanda afirmando que se han ignorado las opiniones de los habitantes; pero el tribunal falló en contra del acuerdo y mantuvo el nuevo nombre.
Hasta el 18 de julio de 2020, Slobozhanske fue parte del raión de Zmíyiv. El raión se abolió en julio de 2020 como parte de la reforma administrativa de Ucrania, que redujo el número de raiones del óblast de Járkiv a siete. El raión de Zmíyiv se fusionó con el raión de Chujúyiv. En 2023, Slobozhanske perdió el estatus de asentamiento de tipo urbano debido a la eliminación de este estatus administrativo.

## Demografía
La evolución de la población de Slobozhanske entre 1989 y 2022 fue la siguiente:
| 15 871                                                        | 15 825 | 14 776 | 14 238 | 13 675 |
| (Fuente: Cities & Towns of Ukraine y UKRAINE: Größere Städte) |        |        |        |        |

## Economía
Slobozhanske alberga la central térmica de Zmíyiv, una de las centrales térmicas más grandes de Ucrania.

## Infraestructura

### Transporte
La estación de tren de Slobozhanske, se encuentra en la vía férrea que conecta Járkov y Limán vía Izium. Slobozhanske también está conectado por carreteras con Járkiv e Izium. 